# Martin MS-1
El Martin MS-1 era un hidroavión monomotor, biplano experimental encargado por la Armada de los Estados Unidos; diseñado y construido por la firma aeronáutica Glenn L. Martin Company , estaba destinado a operar como aparato de exploración a bordo de submarinos. Voló por primera vez en 1923 y el tipo se utilizó para pruebas hasta 1926 a raíz de la cancelación del proyecto.

## Historia
La primera armada en experimentar el concepto de "submarino portaviones" fue la Marina Imperial alemana que utilizó por primera vez el concepto de un submarino que pudiera transportar aviones cuando el submarino SM U 12 apoyó a un hidroavión de reconocimiento Friedrichshafen FF.29 de la base de Zeebrugge pilotado por el Oberleutnant zur See Friedrich von Arnauld de la Perière del Servicio Aéreo Naval en 1915; aunque los FF.29 no estaban alojados en el primitivo U-Boat de 57,30 m, se experimentó con llevar el hidroavión en la cubierta de popa del submarino en superficie en una posición de despegue, para luego sumergiendo parcialmente la popa permitir que el hidroavión flote y despegue.
El submarino USS S-1 (SS-105) se convirtió en la plataforma experimental para la operación de hidroaviones exploradores a fines de 1923 La tripulación estaba apoyada por especialistas en aeroplanos del portaviones USS Langley (CV-1). Los MS-1 y Cox-Klemin XS se utilizaron para las pruebas, montados en un pequeño hangar cilíndrico a popa de la torre de mando. El primer intento con éxito se realizó el 5 de noviembre de 1923. El primer ciclo completo en superficie; ensamblaje, lanzamiento, recuperación, desmontaje e inmersión tuvo lugar el 28 de julio de 1926, en el río Támesis en New London (Connecticut), utilizando el XS-2.
Se construyeron un total de seis Martin MS-1, y todos todavía estaban incluidos en la Lista de la Marina de los EE. UU. en 1926. Después de realizar más pruebas durante 1926, todos los aviones experimentales fueron desechados.

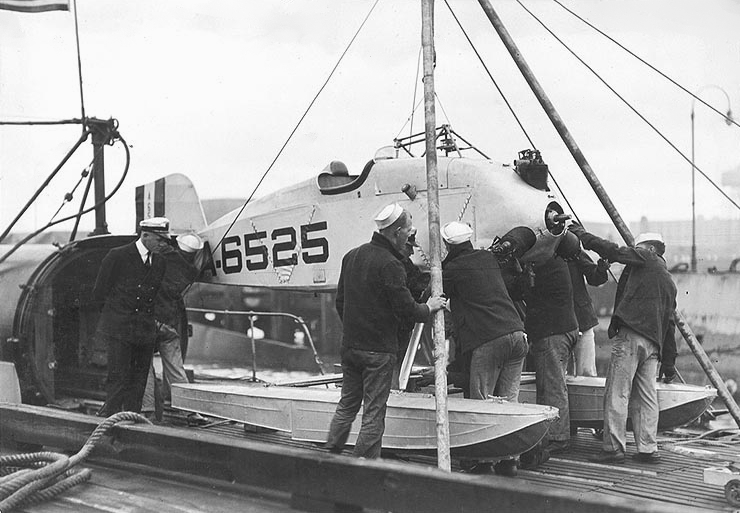
Un MS-1 se está ensamblando en la cubierta de popa del USS S-1 (SS-105), en Hampton Roads, el 24 de octubre de 1923. Se observa la entrada al pequeño hangar del submarino a la izquierda, los flotadores de metal y el motor de tres cilindros

### Características generales
- Tripulación: 1
- Longitud: 5,50 m
- Envergadura: 5,34 m
- Altura: 2,38 m
- Superficie alar: 1,03 m²
- Peso vacío: 295 kg
- Peso máximo al despegue: 496 kg
- Planta motriz: radial de 3 cilindros refrigerado por aire Lawrance L-3.
  - Potencia: 48 kW (66 HP; 65 CV) cada uno.

### Rendimiento
- Velocidad nunca excedida (Vne): 161 km/h
- Velocidad crucero (Vc): 128 km/h
- Alcance: 320 km (170 millas náuticas)
- Radio de acción: km
- Alcance en combate: km
- Alcance en ferry: km
- Techo de vuelo: 2590 m (8590 pies)

### Aeronaves por función, configuración y época comparables
- Besson MB.411
- Caspar  U.1
- Chetverikov SPL
- Cox-Klemin XS
- Hansa-Brandenburg W.20
- Parnall Peto
- Piaggio P.8
- Yokosuka E6Y

- Datos: Q110103668